# Die Tragödie eines Verlorenen
Die Tragödie eines Verlorenen (Titel in Österreich: Sehnsucht nach dem Weibe) ist ein deutscher Stummfilm von 1927 unter der Regie von Hans Steinhoff. Die Hauptrollen sind besetzt mit Alfred Abel und Helga Molander.

## Handlung
Ein farbloser Bankangestellter mit Zugriff auf den Safe leidet unter starken Komplexen. Sobald er in einem sehr freizügigen Magazin mit reizvollen Frauenbildern blättert, vermischen sich bei ihm Visionen und tatsächliches Leben. So sieht er wenig bekleidete Frauen, die aus seinen Manschetten und unter seinen Armen hervorkriechen, was bei ihm katatone Erregtheit hervorruft. Während seiner Visionen verwandelt der kleine Beamte sich in einen Baron aus Südamerika und führt ein interessantes, erotisch ausschweifendes Leben. In seiner Rolle konzentrieren sich seine erotischen Gefühle in erster Linie auf die ihn fesselnde Frau seines Vorgesetzten, die er zu vergewaltigen sucht.
Als zwei Kriminelle ihm auf die Schliche kommen, erpressen sie den Mann und verlangen von ihm, ihnen wertvollen Schmuck aus den Sicherheitsfächern der Bank zuzuspielen. Bei dieser Aktion fällt dem Beamten jedoch ein schweres Bild unglücklich auf den Kopf und tötet ihn.

## Produktionsnotizen
Produktionsfirma war die Terra Film AG, Berlin. Der Film hat eine Länge von 2.034 m = 75 Minuten, andere Quellen sprechen auch von 98 Minuten. Der Film wurde am 25. Januar 1927 einer Zensurprüfung unterzogen und kam am 10. Februar 1927 in Berlin zur Uraufführung und lief am 27. Februar allgemein in den Kinos an. Die Bauten stammten von Alfred Junge.
Tzwetta Tzatschewa spielte in diesem Film ihre letzte nachgewiesene Rolle.

## Kritik
Stummfilm.de war der Ansicht, der Film stelle „den Versuch dar, von der Schablone der populären Filmthemen der Zeit – Wien, Donau, Rhein, Militär und Preußische Geschichte – abzurücken“. Gleichzeitig wolle er „ein möglichst breites Publikum erreichen, indem er jedem etwas biete […] – eine psychologische Studie, einen Kriminalfilm und eine Gaunerkomödie.“
Im Fachblatt Der Film wurde ausgeführt, dass der Film bei seiner Berliner Premiere „einen sehr starken Eindruck“ und „freundlichen Beifall“ ausgelöst habe. In der Lichtbild-Bühne sprach man von einem der „interessantesten Filme der Saison, der wieder einmal an die beste Tradition der deutschen Filmkunst anknüpf[e]: an den psychologisch vertieften Film …“. Dort hob man die Leistung Alfred Abels als verkümmertem Bankangestellten besonders hervor. Ebenso gab es Stimmen, die dem von Ralph Arthur Robert gespielten Gauner die beste Leistung zusprachen und auch Stimmen, die Kurt Gerron in seiner Rolle als Diener die Krone für seine Darstellung aufsetzen wollten.